# Тяжино-Вершинка
Тяжино-Вершинка — деревня в Тяжинском районе Кемеровской области. Входит в состав Преображенского сельского поселения.

## География
Центральная часть населённого пункта расположена на высоте 246 метров над уровнем моря.

## Население
По данным Всероссийской переписи населения 2010 года, в деревне Тяжино-Вершинка проживает 374 человека (185 мужчин, 189 женщин).